# Johann Stridbeck
Johann Stridbeck młodszy (ur. 1665 Augsburg, zm. 19 grudnia 1714) – niemiecki rysownik, grawer i wydawca.
Jego ojcem był Johann Stridbeck starszy (1641–1716), pierwszy wydawca i grafik w Augsburgu, założyciel zakładu drukarskiego i wydawniczego. W 1680 roku uzyskał przywilej drukarski za wydanie wraz z Pierre DuvalTabulae Geographicae Die Geographia oder Erd Beschreibung. W 1682 roku został skazany za długi; wyszedł z więzienia w 1690.
W tym czasie jego biznes przejął syn Johann Stridbeck młodszy, który łączył interesy z pasją artystyczną. Zdobywał kolejne przywileje drukarskie, nabywał drzeworyty Josta Ammana. Jego pasją było tworzenie grafik, głównie widoków miast, które osobiście odwiedzał.
W 1704 roku, na krótko, z powodu zajęcia miasta przez wojska elektora bawarskiego Maksymiliana II Emanuela wyjechał do Frankfurtu.

## Publikacje
Wydawnictwo Stridbecków publikowało głównie grafiki z widokami miast. Prócz tego wydawali ilustrowane emblematy i przysłowia oraz karty do gry o tematyce geograficznej. Johann Stridbeck młodszy jest autorem serii grafik opublikowanych pod tytułem "Skizzenbuch" w 1691 roku, przedstawiających widoki niemieckich miast. Grafiki zostały wydane w dwu tomowym albumie: pierwszy "Die Stadt Berlin im Jahre 1690" poświęcony był architekturze Berlina i obejmował widok zamku Stadtschloss oraz ulicy Unter den Linden w kierunku parku Tiergarten. Tom drugi zawierał grafiki z podróży przedstawiające architekturę Wrocławia, Drezna, Lipska, Amsterdamu i Hagi oraz trzy grafiki Londynu. Jest autorem rysunków związanych z Lipskiem, Monachium z 1697, Lünebergiem i Magdeburgiem. Stworzył piętnaście płyt opublikowanych w serii "Theatrum der vornehmsten Kirchen, Clöster, Pallaest u. Gebeude in Chur F. Residentz Stadt München" zawierające widok na katedrę Najświętszej Marii Panny i sugestywną perspektywę Rindermarkt, (targu bydlęcego) w Monachium.
Jego obszerną twórczość po raz pierwszy zebrano w całości w czterech tomach Hollsteina i wydane w: "German Engravings, Etchings and Woodcuts, ca. 1400-1700" (volumes LXXXVI–LXXXIX).